# Kleinhoff Hotel
Kleinhoff Hotel ist ein italienischer Erotikthriller aus dem Jahre 1977.

## Handlung
Pascale Rota, eine Französin die mit einem Architekten verheiratete ist, verpasst ihren Flug nach London und ist gezwungen, in West-Berlin zu bleiben. Sie geht in das Kleinhoff Hotel, das sie aus Studienzeiten kennt. Im Nebenzimmer wohnt der polizeilich gesuchte Terrorist Karl. Pascale beobachtet ihn und seine Ex-Freundin, die heroinsüchtige Petra, durch einen Spalt in der Wand. Am nächsten Tag  wird sie bei einer Razzia von der Polizei zusammen mit Gesinnungsgenossen von Karl zunächst festgenommen. Auf der Polizeiwache geht es zu wie in einem Regime und sie wird unter anderem gezwungen, sich nackt vor den Polizistinnen auszuziehen und eine medizinische Untersuchung wird durchgeführt. Als sie nach ihrer Freilassung ins Kleinhoff Hotel zurückkehrt, findet Pascale Karl weinend in seinem Zimmer vor. Sie tröstet ihn und sagt ihm, dass sie ihn bei der Polizei gedeckt habe. Zunächst bedroht Karl Pascale, danach lieben sich beide leidenschaftlich. Während sie schläft, hört der labile Karl im Radio von der Entführung Aldo Moros. Im Radio heißt es, dass die Polizei eine Verbindung zwischen italienischen und westdeutschen Terroristen vermute und einen Zusammenhang zwischen der Entführung Aldo Moros und der Schleyer-Entführung hergestellt habe. Karl begeht mit einer abgebrochenen Flasche Selbstmord. Als Pascale am nächsten Morgen seine Leiche sieht, verlässt sie emotionslos das Hotel.

## Kritiken
- Erbärmliche Mischung aus Sexfilm und wirren politischen Bezügen (Lexikon des internationalen Films)[1]